# Теорема Уайтмана
Теорема Уайтмана — теорема аксиоматической квантовой теории поля. Раскрывает несостоятельность описания поля при помощи оператора в гильбертовом пространстве. Для описания поля должна применяться обобщённая операторнозначная функция. Была доказана А. Уайтманом

## Формулировка
В квантовой теории поля из аксиом релятивистской и трансляционной инвариантности, локальности, спектральности, следует, что описание поля в определённой точке пространства-времени не может иметь смысл оператора в гильбертовом пространстве, отличного от числовой константы. Поле можно описывать лишь обобщённой операторнозначной функцией.

## Пояснения
Аксиомы релятивистской и трансляционной инвариантности квантовой теории означают инвариантность преобразований скалярных произведений четырёхмерных векторов относительно неоднородной группы Лоренца и инвариантность
среднего значения наблюдаемой величины относительно собственных преобразований Пуанкаре.
Принцип локальности релятивистской квантовой теории означает, что измерения составляющих поля в пространственно-временных точках, разделённым пространственноподобным интервалом, независимы друг от друга.
Принцип спектральности квантовой теории означает, что в пространстве векторов состояний реализуются лишь представления универсальной накрывающей группы Пуанкаре с положительной энергией.